# Zuzana Vuová
Zuzana Vuová (* 9. září 1991, Most) je mezinárodní úřednice a programová manažerka v Organizaci spojených národů (OSN) a bývalá první česká mládežnická delegátka v OSN.

## Mládí a studium
Rodiče Vuové pochází z Vietnamu a přijeli do tehdejšího Československa díky mezivládní dohodě na zvyšování kvalifikací mezi Severním Vietnamem a Československem. Její otec je zámečník a matka laborantka. Vuová má staršího bratra.
Vuová se během studií na mosteckém gymnáziu učila angličtinu, francouzštinu a španělštinu, v dospělosti též arabštinu. Na poslední rok svých středoškolských studií odjela do Nevady v USA. Ve Spojených státech nakonec zůstala 6 let, studovala na univerzitě Pomona College v Kalifornii politologii a románské jazyky. Následně na London School of Economics and Political Science studovala hospodářskou ekonomiku Evropy.
Jako dvaadvacetiletá studentka Pomony v článku „Nejlepší školy v Americe a jak se na ně dostat“, amerického časopisu Forbes, 1. září 2013 radila:
| „ | „Není potřeba svůj plán vzdát jen kvůli formalitám. Nebojte se do školy zavolat, vysvětlit svou situaci a zeptat se na možná řešení, oni vám poradí. | “ |

## Práce
Ve věku 25 let se stala první českou mládežnickou delegátkou v OSN. Tuto pozici zastávala rok, během kterého hájila zájmy mladých v OSN, ale také pořádala po České republice besedy, na kterých se snažila studentům přibližovat aktivitu OSN a inspirovat je k větší aktivitě.
Její první pracovní angažmá bylo v roce 2017 v hlavním městě Libanonu, Bejrútu, kde se zabývala sociálními otázkami členských států OSN arabského světa, například přístupem lidí s postižením na pracovní trh, důchodovým systémem nebo systémy sociální ochrany. Následující pracovní angažmá v roce 2018 bylo v Keni, kde se zabývala zlepšováním měst a lidských sídel. V současné době (2021) pracuje pro Úřad OSN pro drogy a kriminalitu (UNODC).
Hospodářskými novinami byla jmenována jednou z Top žen Česka roku 2018.